# 7 Rilska Dywizja Piechoty
7 Rilska Dywizja Piechoty (bułg. Седма пехотна рилска дивизия) – bułgarski związek taktyczny okresu Księstwa i Trzeciego Carstwa z lat 1904–1920.
Dywizja sformowana została w 1904. Wzięła udział w I i II wojnie bałkańskiej oraz w I wojnie światowej. W 1920 przeformowana w 7 Rilski pułk piechoty.

## Działania

### Wojny bałkańskie
Dywizja w czasie I wojny bałkańskiej wzięła udział w walkach w składzie 1 Armii, a w II wojnie bałkańskiej znalazła się w strukturach 2 Armii serbskiej.
Napięte stosunki międzynarodowe na Bałkanach spowodowały, że car Bułgarii Ferdynand I 30 września 1912 ogłosił powszechną mobilizację. Po osiągnięciu gotowości do działań 7 Rilska DP została oddelegowana do składu 2 Armii serbskiej i rozmieszczona w zachodniej części Bułgarii, w rejonie na południe od Dupnicy.
30 lipca 2013 w Bukareszcie rozpoczęły się rokowania pokojowe, a dzień później weszło w życie zawieszenie broni kończące II wojnę bałkańską.
Po podpisaniu pokoju w Bukareszcie car Ferdynand I ogłosił demobilizację armii.

### I wojna światowa
W świetle narastającego zagrożenia wojennego, na początku lipca 1914 w sztabie Armii Bułgarskiej rozpoczęto prace nad uaktualnieniem planów mobilizacyjnych. Ogłoszone w marcu 1915 wytyczne w sprawie mobilizacyjnego rozwinięcia jednostek przewidywały zmobilizowanie w Dywizji sztabu, czterech pułków piechoty, dwóch rezerwowych pułków piechoty, dwóch pułków marszowych, dwóch pułków pospolitego ruszenia, pułku etapowego oraz pododdziałów zabezpieczenia. Pułk artylerii przechodził na etat dwupułkowej brygady artylerii. Do dywizji miał zostać także przydzielony batalion inżynieryjny. Pierwszym dniem mobilizacji był 24 września 1915. Po zmobilizowaniu, będąc w składzie 2 Armii gen. lejt. Todorowa, dywizja została rozmieszczona południowym odcinku granicy bułgarsko-serbskiej.

W połowie października 1915 rozpoczęła się operacja owczopolska w całości zaplanowana i prowadzoną przez bułgarską Kwaterę Główną. 2 Armia już po dwóch dniach walk w pasie granicznym przełamała pozycje Serbów i przeszła do natarcia siłami dwóch dywizji w pierwszym rzucie. Walcząca bardziej na południe od 3 Bałkańskiej DP, 7 Rilska DP opanowała Carevo Selo i położone nad rzeką Bregalnicą u zbiegu kotlin Koczansko Pole i Owcze Pole Sztip. Inne dywizje armii również odnotowały sukcesy. Tym sposobem 2 Armia wykonała postawione przed nią zadanie i zeszła w dolinę rzeki Wardar.
W związku z zagrożeniem, jakie powstało w wyniku wylądowania w Salonikach jednostek brytyjsko-francuskiego korpusu ekspedycyjnego, 2 Armia została podzielona na dwie części. 7 Rilska  DP znalazła się w jej lewym skrzydle, a jej zadaniem było zabezpieczenie południowego odcinka frontu od strony Grecji.
Na początku 1916, po konferencji w Niszu, dowództwo niemieckie wycofało gros swoich jednostek z Bałkanów, a wojska bułgarskie zostały rozmieszczone nad granicą grecką blokując oddziały Ententy zgrupowane w Salonikach. Na prawym skrzydle zgrupowania obronnego znajdowała się  2 Armia bułgarska w składzie 7 Rilskiej DP, 11 Macedońskiej DP i 2 Brygady Piechoty z 3 Bałkańskiej DP oraz Dywizji Kawalerii. Dowodzenie 2 Armią bułgarską pozostawało w gestii Kwatery Głównej Armii Bułgarskiej. 

26 maja, za zgodą Niemców i przy pasywnej postawie starającej się zachować neutralność armii greckiej, 7 Rilska DP przejęła kontrolę nad znajdującym się kilkanaście kilometrów w głąb terytorium Grecji wąwozem Rupel w dolinie rzeki Struma. Jego opanowanie miało ważne znaczenie dla obrony tego odcinka frontu, jako że przez oddaloną o 11 km na północ od miejscowości Sidirokastro dolinę przebiegała ważna strategicznie droga w kierunku Sofii.
12 września wojska Ententy przeszły do natarcia. Na kierunku trackim oddziały brytyjskie prowadziły działania demonstracyjne w dolinie rzeki Struma. 3 października 10 Irlandzka DP zdobyła wieś Yeniköy bronioną przez 13 pp ze składu 7 Rilskiej DP. Dzień później Brytyjczycy przeszli do obrony. W połowie października oddziały bułgarskie bezskutecznie podejmowały próby odzyskania utraconego terenu.
W lipcu 1919 skadrowano w Dywizji jeden pułk piechoty. W tym czasie dywizja posiadała trzy pułki piechoty (w tym jeden pułk skadrowany), pułk artylerii, batalion inżynieryjny, szpital polowy i kompanię intendencką.

## Struktura organizacyjna
W grudniu 1903, na mocy dekretów ks. Ferdynanda I, przystąpiono do tworzenia trzech nowych dywizji piechoty (7., 8. i 9.). W czasie pokoju dywizja piechoty składała się w tym czasie z dwóch brygad piechoty, pułku artylerii, batalionu inżynieryjnego, batalionu taborów i szpitala. W brygadzie piechoty znajdowały się dwa dwubatalionowe pułki piechoty z kompanią zabezpieczenia oraz plutonem ciężkich karabinów maszynowych , a pułk artylerii składał się z dwóch dywizjonów artylerii, każdy po dwie czterodziałowe baterie.
Stan w 1907:
- dowództwo dywizji – Dupnica
- 1 Brygada – Kiustendił
  - 13 pułk piechoty – Kiustendił
  - 16 pułk piechoty – Radomir
- 2 Brygada – Samokow
  - 14 pułk piechoty – Dupnica
  - 22 pułk piechoty – Samokow
- 7 pułk artylerii – Samokow

Na wypadek wojny struktura dywizji zwiększała się (1912) do trzech brygad piechoty, a w miejsce pułku artylerii tworzona była dwupułkowa brygada artylerii. Etatowo dywizja posiadała 12 batalionów piechoty, batalion inżynieryjny i 8 baterii artylerii. Na jej uzbrojeniu znajdowało się 24 813 karabinów, 24 ciężkie karabiny maszynowe i 72 działa. Stan osobowy wynosił 858 oficerów, 42 urzędników wojskowych, 3455 podoficerów, 32 918 szeregowych i 7550 koni.